# Liść przykwiatowy

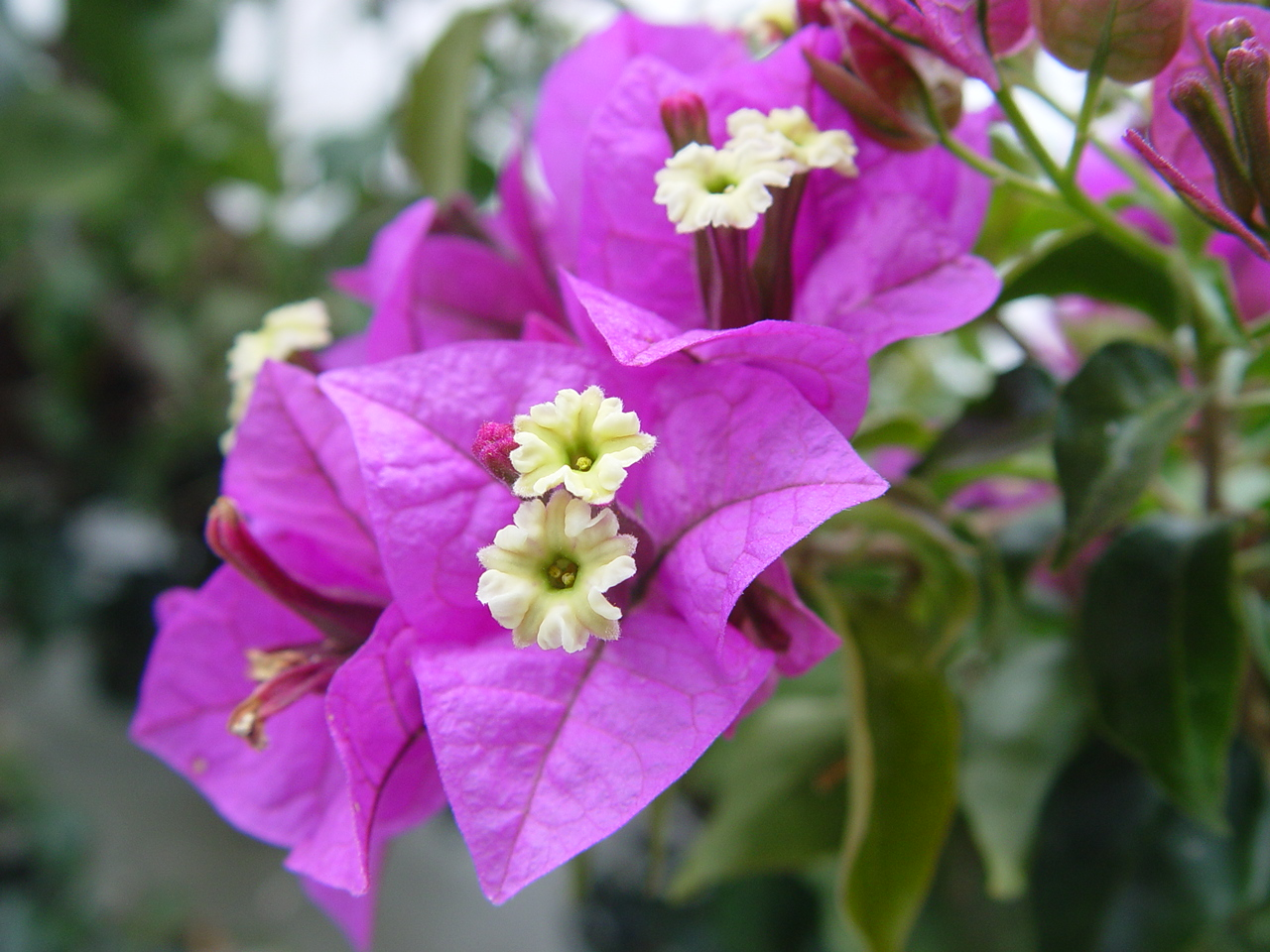
Liście przykwiatowe bugenwillii gładkiej

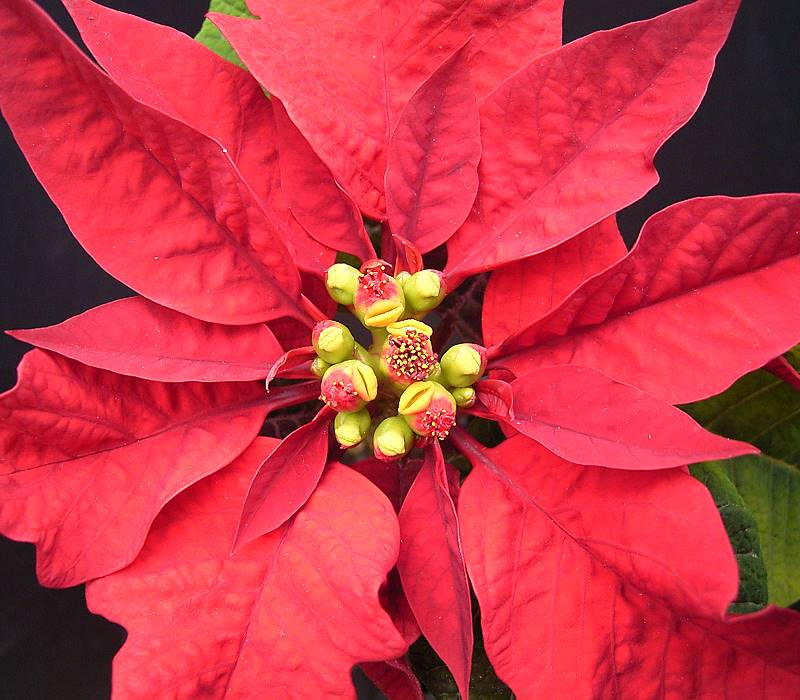
Liście przykwiatowe wilczomlecza nadobnego

Liść przykwiatowy, przykwiatek – górny liść występujący w pobliżu kwiatów i kwiatostanów. Wyróżniają się od niżej położonych liści odmienną budową i funkcją. Liśćmi przykwiatowymi są: podsadki (wyrastają z tego samego węzła co kwiatostan), przysadki (wyrastają z tego samego węzła co kwiat) i podkwiatki (wyrastają na szypułkach kwiatowych). Na skróconych w obrębie kwiatostanu pędach tworzą okrywy kwiatostanów (np. w kwiatostanach typu koszyczek). Wyróżniający się, nieraz jaskrawo zabarwiony, liść przykwiatowy okrywający kwiatostan nazywany jest spathą. W niektórych grupach systematycznych z liści przykwiatowych powstaje pod kielichem kwiatu kieliszek.